# Nationalstraßen in Chile

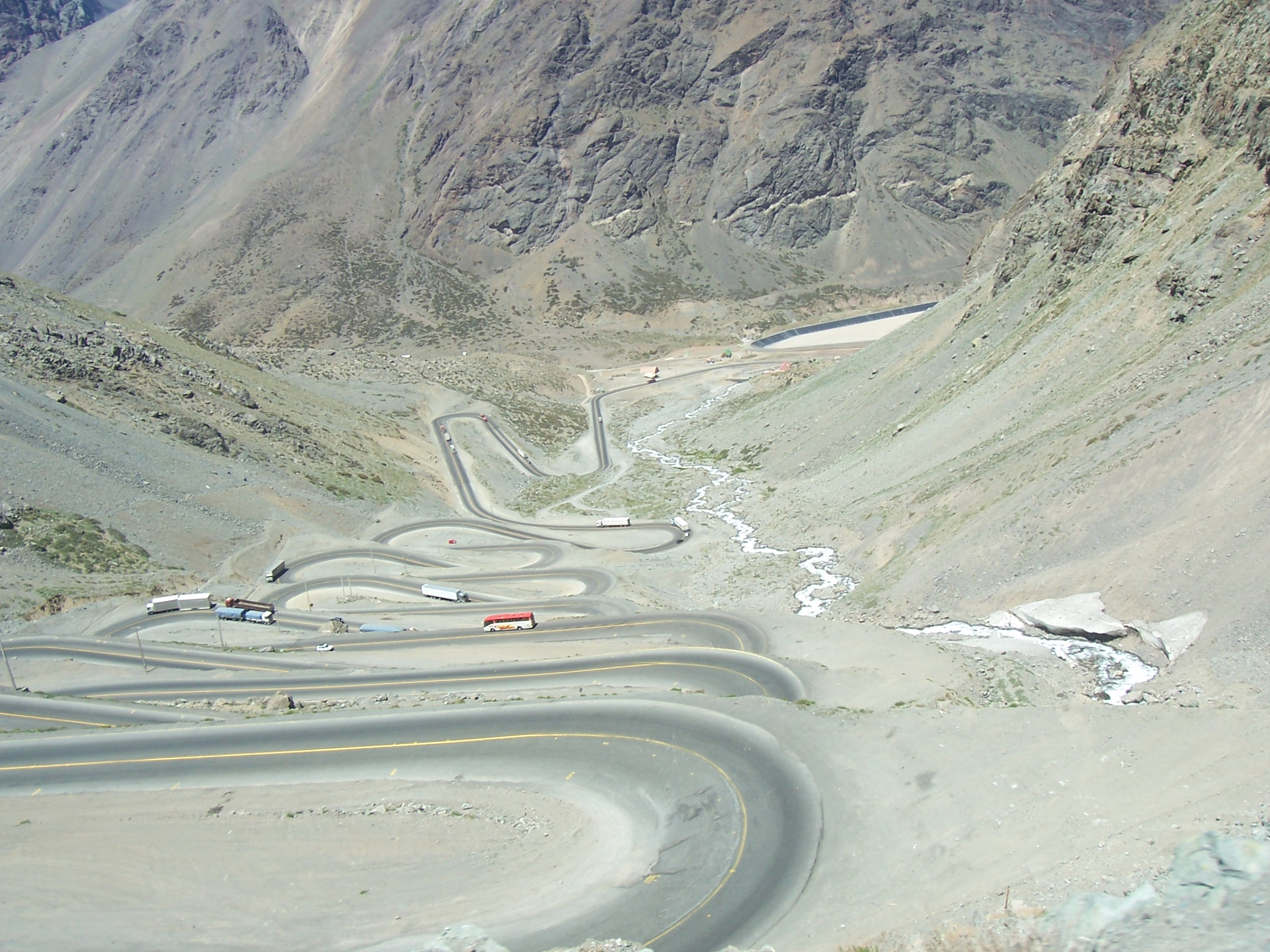
Ruta 60-CH als Beispiel für eine Nationalstraße

Die Nationalstraßen in Chile ist die Gesamtheit der Landstraßen, die entweder eine Regional- oder Provinzhauptstadt mit einer Längsachse verbinden oder die entsprechend den Verkehrsgesetzen Chiles  vom Präsidenten dazu ernannt worden sind.
Dazu werden für eine Landstraße folgende Kriterien herangezogen:
- sie verbindet Städte mit mehr als 30.000 Einwohnern und sind bedeutend für die Region,
- sie ist ein wichtiger internationaler Korridor mit den Nachbarländern für die südamerikanische Integration,
- sie ermöglicht eine Verbindung oder einen Zugang zu Häfen, wo regulär Schiffe des Empresa Marítima del Estado einlaufen,
- sie ermöglicht eine Verbindung oder einen Zugang zu Flughäfen, wo regulär Flugzeuge der LAN Chile landen.

Ein klares Beispiel ist die Ruta 5, die die bedeutendste Achse im chilenischen Landverkehr darstellt. Sie verläuft von Arica bis zum Chiloé-Archipel und verbindet so die Einwohner von Norden bis Süden. Auch die Carretera Austral ist herauszustellen, die sich von Puerto Montt bis Villa O’Higgins erstreckt, mit vielen touristisch und wirtschaftlich bedeutsamen Zielen.

## Klassifikation anderer Nationalstraßen

### Längsachsen (Rutas nacionales longitudinales)
Zu dieser Gruppe gehören diejenigen Straßen, die Präsidenten der Republik entsprechend deklariert wurden, in Nord-Süd-Richtung verlaufen und wenigstens zwei Provinzen kreuzen. Die Straßen behalten die Nummerierung stets auf ihrer vollen Länge bei. Diesen Straßen sind die Nummern von 1 bis 9 vorbehalten.

### Internationalstraßen (Rutas nacionales internacionales)
Zu dieser Gruppe gehören diejenigen Straßen, die das Land mit den Nachbarländern verbinden und vom Präsidenten der Republik den internationalen Charakter innerhalb der Grenzen verliehen bekommen haben. In der Nummerierung der Landstraßen hängt die Nummer einer Straße von ihrer geografischen Lage ab, wobei hinter die Nummer stets ein „CH“ gestellt wird, wie bei der Ruta 11 als 11-CH.

## Nummerierung
In der Nummerierung der Landstraßen hängt die Nummer einer Straße von ihrer geografischen Lage ab. Dabei gilt, dass wenn sich eine Straße über zwei oder mehr Regionen erstreckt, die Region ausschlaggebend ist, die am weitesten von der Landesmitte entfernt liegt.
| Region                                | Nummerierung         | Längsachsen (Rutas de tipo longitudinal) | Nationalstraßen (Rutas de tipo nacional)                               | Internationalstraßen (Rutas de tipo internacional) |
| ------------------------------------- | -------------------- | ---------------------------------------- | ---------------------------------------------------------------------- | -------------------------------------------------- |
| Arica y Parinacota                    | 10 bis 14            | RN 5                                     | RN 12                                                                  | 11-CH                                              |
| Tarapacá                              | 15 bis 19            | RN 1, RN 5                               | RN 16                                                                  | 15-CH                                              |
| Antofagasta                           | 20 bis 29            | RN 1, RN 5                               | RN 24, RN 25, RN 26, RN 28                                             | 21-CH, 23-CH, 27-CH                                |
| Atacama                               | 30 bis 39            | RN 5                                     |                                                                        | 31-CH                                              |
| Coquimbo                              | 40 bis 49            | RN 5                                     | RN 43, RN 44, RN 45, RN 47                                             | 41-CH                                              |
| Valparaíso                            | 50 bis 67 (außer 66) | RN 5                                     | RN 57, RN 62, RN 68, RN 78                                             | 60-CH                                              |
| Metropolitana de Santiago             | 68 bis 89 (außer 57) | RN 5                                     | RN 57, RN 68, RN 70, RN 71, RN-72, RN 73, RN-74, RN 78                 |                                                    |
| Libertador General Bernardo O’Higgins | 90 bis 99            | RN 5                                     | RN 66, RN 90                                                           |                                                    |
| Maule                                 | 100 bis 139          | RN 5                                     | RN 126, CH-128                                                         | CH-115                                             |
| Bío-Bío                               | 140 bis 180          | RN 5                                     | CH-126, CH-148, CH-150, CH-152, CH-154, CH-156, CH-158, CH-160, CH-180 |                                                    |
| Araucanía                             | 181 bis 199          | RN 5                                     | CH-180, CH-182                                                         | CH-181, CH-199                                     |
| Los Ríos                              | 200 bis 210          | RN 5                                     | CH-205, CH-207                                                         | CH-201, CH-203                                     |
| Los Lagos                             | 211 bis 239          | RN 5                                     | RN 226                                                                 | 215-CH, 225-CH, 231-CH, 235-CH                     |
| Aysén                                 | 240 bis 249          | RN 7                                     |                                                                        | CH-240, CH-245, CH-265                             |
| Magallanes y de la Antártica Chilena  | 250 bis 259          | RN 9                                     |                                                                        | CH-250, CH-255, CH-257                             |